# NGC 916
NGC 916 ist eine linsenförmige Galaxie vom Hubble-Typ S0-a im Sternbild Widder an der Ekliptik. Sie ist schätzungsweise 434 Millionen Lichtjahre von der Milchstraße entfernt und hat einen Durchmesser von etwa 115.000 Lj.

Im selben Himmelsareal befinden sich die Galaxien NGC 904, NGC 903, NGC 915, NGC 919.
Das Objekt wurde am 5. September 1864 von dem Astronomen Albert Marth mithilfe eines 48-Zoll-Teleskops entdeckt.